# Пержило, Владимир Николаевич
Пержило Владимир Николаевич (укр. Пержило Володимир Миколайович, 4 февраля 1938, село Бобрка, Львовское воеводство — 17 июня 2018) — украинский певец, композитор, дирижер, этнограф, фольклорист, священник.

## Биография
Родился в селе Бобрка, Львовской области. Окончил дирижерский и вокальный факультеты Львовской консерватории.
Был членом правления Львовского областного общественно-культурного общества "Любачевщина".
Первый руководитель и дирижер Народного хора «Обрій» Народного дома села Зимна Вода Львовской области.
Посвятил жизнь исследованию и сохранению традиций быта украинского народа и песенного фольклора.
Совершил несколько фольклорно-этнографических экспедиций от Лемковщины до Слобожанщины, во время которых записывал аудио и видео своих встреч с представителями украинской диаспоры. Основной целью экспедиций было изучение состояния фольклора, языка, быта в украинских селах, а также налаживание творческих и культурных связей с ними.
Во Львове по материалам одной из экспедиций Владимира Пержило была издана карта расселения украинцев за Волгой под названием «Желтый клин», которая вошла в серию «Соборная Украина».
Сам Владимир Пержило издал об этом книгу «Забытая ветвь украинского народа». А впечатление от Сум и очерки о композиторах Сумщины вышли в свет под названием «От Лемковщины до Слобожанщины», издательство ООО «Любачевщина».
Умер и похоронен на Львовщине в 2018 году.

## Дополнительно
- Шульга, Ігор. Українці Низового Поволжя та їх національне самовизначення.
- Фото з альманаху «Новий Обрій».
- Худик Я. Лист до В.Пержила «Усе рідне — в глибині серця». Газета «Просвіта» № 9 ст. 6,1992 р.
- Северянова О. Автореферат диссертации на соискание ученой степени кандидата филологических наук, Ростов-на-Дону, 1977, ст.5
- Северянова О. Формирование и развитие говоров территории поздних заселений, изд. Саратовского университета, 1987, ст. 122
- Бахтієнко М. (Зошит) Контрольна робота.